# فوزي شاوشي
فوزي شاوشي (من مواليد 5 ديسمبر 1984)، لاعب كرة قدم جزائري محترف يلعب كحارس مرمى لنادي اتحاد الحراش.
يعتبر العديد من الجزائريين الشاوشي بطلاً وطنيا، حيث قدم أداءً بطولياً في المباراة الفاصلة التي أوصلت المنتخب الجزائري إلى نهائيات كأس العالم لأول مرة منذ عام 1986 على حساب منافسه اللدود المنتخب المصري، وحرم المنتخب المصري باستمرار من جميع فرص التسجيل. كان الشاوشي يبلغ من العمر 23 عامًا فقط وقت المباراة الفاصلة ولعب بدلاً من الوناس قواوي الموقوف. كانت هذه هي المباراة الدولية الثالثة فقط للشوشي على ملعب المريخ، أم درمان (السودان). في عام 2010، كان الشاوشي معروفًا بأنه لاعب كرة القدم الأعلى أجرًا في الجزائر، حيث حصل على حوالي 13 مليون دينار جزائري.
لم يكن الشاوشي لاعبا في أي نادٍ خلال موسم 2013–14، ولم يتم استدعاؤه للمنتخب الجزائري منذ عام 2010.

## حياته
ترعرع فوزي في الحي الشعبي 20 أوت 1956 في شارع بوصبع، والده رشيد شاوشي حارس سابق في عدة أندية على رأسها الفريق الأصلي شباب برج منايل ثم اتحاد الحراش، ووالدته سرباح حورية. فوزي هو الابن الثالث في ترتيب العائلة. درس الابتدائية في مدرسة غزالي ببرج منايل، والمتوسطة بإكمالية حمود هاشمي في برج منايل أيضاً لكنه توقف عن الدراسة في السنة التاسعة أساسي بسبب اهتمامه الكبير بحراسة المرمى التي نشأت معه منذ الصغر.

### بداياته مع الرياضة
بدأ فوزي شاوشي مشواره الرياضي كحارس مرمى في فئة البراعم مع فريق الشباب الرياضي في برج منايل، وكان الحارس الرئيسي دون منازع، إذ كان له الفضل الكبير في فوز فريقه في البطولة الوطنية عام 1990. في الموسم الرياضي (2005 - 2006) لعب مع فئة الأكابر وكان السبب الرئيسي في صعود فريق شباب برج منايل من الدور الجهوي الأول إلى ما بين الرابطات، أين كان شاوشي صانع ألعاب الفريق والنجم الأول، فقد استطاع الحفاظ على مرماه إذ أنه لم يتلق طوال 32 مباراة كاملة إلا سبعة أهداف، ولذلك أصبح محل إعجاب عدد من الأندية الجزائرية من القسم الوطني الأول مثل اتحاد العاصمة، الشباب الرياضي بجاية، أولمبي الشلف وشبيبة القبائل.

### انضمامه معمنتخب الجزائر لكرة القدم
بعد لعبه مع عدة أندية قوية في القسم الأول والإمكانيات التي أظهرها الحارس الممتاز منذ بداية مشواره الرياضي والبراعة العالية في الدفاع عن مرماه، أهله ليكون ضمن التشكيلة الجزائرية التي عمل المدرب الجزائري رابح سعدان على تدعيمها بالعناصر الشابة المؤهلة، التحق بمنتخب الجزائر لكرة القدم عام 2008 وسافر معهم إلى فرنسا للتبرص المتعلق ببداية التصفيات لكأسي أفريقيا والعالم.
شارك مع منتخب بلاده في المباراة الفاصلة الشهيرة بين الجزائر ومصر في إطار تصفيات مونديال 2010 على ملعب أم درمان بالسودان وكان من أحد نجوم المباراة بعدما نجح في الحفاظ على نظافة شباكه ليقود المنتخب الجزائري إلى كأس العالم بعد غياب 24 عاما.

## روابط خارجية
- فوزي شاوشي على موقع الاتحاد الدولي (مؤرشف)  (الإنجليزية)
- فوزي شاوشي على موقع قاعدة بيانات كرة القدم.إي يو (الإنجليزية)
- فوزي شاوشي على موقع ليكيب (الفرنسية)
- فوزي شاوشي على موقع ناشيونال فوتبول تيمز (الإنجليزية)
- فوزي شاوشي على موقع Soccerway.com (الإنجليزية)
- فوزي شاوشي على موقع عالم كرة القدم.نت (الإنجليزية)
- فوزي شاوشي على موقع AS.com (الإسبانية)